# Плешев (гмина)
Плешев (пол. Pleszew) — гмина (волость) в Польше, входит как административная единица в Плешевский повет, Великопольское воеводство. Население — 29 702 человека (на 2004 год).

## Сельские округа
1. Баранувек
2. Боруцин
3. Бугвидзе
4. Бронув
5. Бжезе
6. Добра-Надзея
7. Гродзиско
8. Янкув
9. Кожквы
10. Ковалев
11. Кучкув
12. Ленартовице
13. Любомеж
14. Людвина
15. Маршев
16. Нова-Весь
17. Пацановице
18. Пекажев
19. Прокопув
20. Рокутув
21. Совина
22. Совина-Блотна
23. Сухожев
24. Тачанув-Други
25. Тачанув-Первши
26. Завидовице
27. Завады
28. Зелёна-Лонка

## Соседние гмины
1. Гмина Близанув
2. Гмина Хоч
3. Гмина Чермин
4. Гмина Добжица
5. Гмина Голухув
6. Гмина Котлин
7. Гмина Острув-Велькопольски
8. Гмина Рашкув